# Karlsruher Tagblatt
Das Karlsruher Tagblatt ging aus dem Karlsruher Intelligenzblatt hervor und erschien von 1758 bis 1937. Ursprünglich ein Blatt mit Unterhaltungs- und Anzeigetexten, erschien es ab 1844 mit einer politischen Beilage, dem Karlsruher Beobachter. Kennzeichnend für das Karlsruher Tagblatt war das umfangreiche Feuilleton, was die Zeitung zum anspruchsvollsten Presseerzeugnis in der badischen Hauptstadt machte.

## Geschichte
Die Zeitung erschien bis 1832 unter dem Titel Karlsruher Intelligenz- und Wochen-Blatt. In der ersten Hälfte des 19. Jahrhunderts bildete das Tagblatt zusammen mit der Karlsruher Zeitung ein Duopol im Zeitungsmarkt der badischen Residenzstadt. Bis 1818 erschien das Blatt jeden Mittwoch und Samstag mit circa vier Blättern pro Ausgabe. Ab 1820 wechselten die Herausgeber auf einen wöchentlichen Rhythmus. Von nun an erschien das Wochenblatt jeden Sonntag mit bis zu sieben Seiten. Inhaltlich bot das Blatt offizielle und private Meldungen und Anzeigen sowie lehrreiche und unterhaltsame Geschichten.
1833 wechselten die Herausgeber zu sechs Ausgaben die Woche. Lediglich am Montag erschien keine Ausgabe. Das Blatt firmierte daher von 1833 bis 1842 als Karlsruher Intelligenz- und Tage-Blatt. Der inhaltliche Zuschnitt veränderte sich hierdurch zunächst nicht.
Von 1843 bis zur Einstellung der Zeitung war das Blatt schließlich als Karlsruher Tagblatt bekannt. Es erschien täglich, ab 1924 zeitweilig sogar in zwölf Ausgaben pro Woche. Nach 1870 glich sich das Format sukzessive dem von vergleichbaren großformatigeren Zeitungen an. Ab 1908 löste sich das Blatt von der Fokussierung auf Anzeigen und Meldungen und brachte im Hauptblatt mehr Berichte und Nachrichten. Wirtschaftliche Schwierigkeiten erzwangen allerdings eine Reduzierung der Ausgaben ab 1927 auf sieben Ausgaben pro Woche und eine Verkleinerung der Redaktion. Hierbei verlor die einzige nachweisbare Karlsruher Journalistin Fräulein Dr. C. Zimmermann ihre Anstellung. 1928 erfolgte die Übernahme durch den Konkordiaverlag, der auch an der Badischen Presse beteiligt war.
Im Unterschied zu zahlreichen anderen Zeitungen war das Karlsruher Tagblatt mit keiner politischen Partei verbunden. In der Weimarer Republik nahm sie aber zunehmend rechtsliberale Positionen ein.
Nach 1933 übernahm der G. Braun Verlag die Zeitung und führte sie mit der Karlsruher Zeitung zusammen. Bis zur Einstellung 1937 erschien sie unter der Bezeichnung Karlsruher Tagblatt mit dem Untertitel Karlsruher Zeitung. Mangelnde Rentabilität führte am 30. April 1937 zur Einstellung der Zeitung, da die inhaltliche Gleichschaltung der Presse zu sinkenden Abonnementzahlen bei allen Zeitungstiteln führte.

## Beilagen
- Karlsruher Beobachter 1844–1849
- Die Pyramide 1915–1937
- Die Rundschau 1933
- Der Dammerstock 1929
- Narren-Spiegel 1834–1849

## Karlsruher Tageblatt (1967–1968)
Das Karlsruher Tageblatt von 1967 teilte mit dem originalen Karlsruher Tageblatt nur den Namen. Nach Einstellung der SPD-nahen Allgemeinen Zeitung übernahm sie deren Abonnementenkreis. Die neue Zeitung konnte sich jedoch wirtschaftlich nicht behaupten und stellte ihr Erscheinen nach knapp einem Jahr ein.